# Teodote
Teodote (ur. ok. 780, zm. po 797) – cesarzowa bizantyńska. 

## Życiorys
Pochodziła z Konstantynopola. Była kochanką Konstantyna VI. W sierpniu 795 roku została jego druga żoną. Drugie małżeństwo władcy, zawarte z naruszeniem praw kościelnych, spotkało się z opozycją części Kościoła, związanej z klasztorem Studion i osobami Platona z Sakkoudionu oraz Teodora Studyty. Ogłosili oni, iż cesarz popełnił grzech cudzołóstwa (gr. μοιχεία, stąd nazwa schizma moechiańska tj. cudzołożna). W przeciągu dwóch lat nie udało się jej uzyskać poparcia duchowieństwa. Po oślepieniu i upadku męża, została zesłana do klasztoru. W 811 jej małżeństwo zostało uznane za nielegalne. Ze związku z Konstantynem VI miała dwóch synów:
- Leona (07.10.796–01.05.797)
- syn nieznany z imienia, który zmarł pomiędzy 802 a 808 rokiem